# Francisca Crovetto
Francisca Crovetto (n. 27 aprilie 1990, Santiago de Chile, Chile) este o trăgătoare de tir ce a reprezentat Chile, medaliată olimpică. A participat la 4 ediții ale Jocurilor Olimpice (2012, 2016, 2020, 2024) în care a câștigat o medalie de aur.